# Ulrika von Strussenfelt
Ulrika (Ulla) Sophia von Strussenfelt, född 9 maj 1801 på officersbostället i Hilleshögs by, Härslövs församling i nuvarande Landskrona kommun, död 16 januari 1873 i Stockholm, var en svensk författare. Signatur: Pilgrimen.

## Biografi
Fadern kammarherre Mikael von Strussenfelt, som var löjtnant vid Norra skånska kavalleriregementet, hade fått bostället (efter enskiftet Hilleshögs Boställe) i egenskap av kompanichef vid Landskrona skvadron[källa behövs]. Modern Fredrika Beata Lindencrona (1776–1801), gifte sig 1799 och avled i barnsäng 1803, då systern Amalia föddes.
Efter sin mors död 1801 upptogs Ulrika eller Ulla som eget barn av sina morföräldrar. På deras gård Hofgården i närheten av Vadstena kom hon att få en trygg uppväxt. Mellan 1834 och 1859 förestod hon en skola i Gränna.
År 1862 flyttade Ulrika von Strussenfelt till Stockholm. Till hennes omfattande produktion hör den historiska romanen Svedenborgs guddotter, familjeläsningen Salems prästgård och romanen I med- och motgångar", som tar upp motsättningen mellan fattiga gentlemän och dryga penningmän. De kom alla ut under pseudonymen "Pilgrimen".